# Ruspolia sarae
Ruspolia sarae är en insektsart som beskrevs av Bailey, W.J. 1975. Ruspolia sarae ingår i släktet Ruspolia och familjen vårtbitare. Inga underarter finns listade i Catalogue of Life.